# Свети Павел (Кавала)
Вижте пояснителната страница за други значения на Свети Павел.
„Свети Павел“ (на гръцки: Ιερός Καθεδρικός Ναός Αποστόλου Παύλου) е православна църква в град Кавала, Егейска Македония, Гърция, катедрален храм на Филипийската, Неаполска и Тасоска епархия на Вселенската патриаршия. Църквата носи името на Апостол Павел, стъпил за пръв път в Европа в Неаполис – днешен Кавала.
Плановете за построяване на църквата са от началото на XX век. В 1905 година митрополит Йоаким Ксантийски и Перитеорийски получава разрешение от властите и поставя темелния камък на храма. Архитект на храма е Периклис Фотиадис, а проектът е поет от Маркос Самухос от Тинос. При финансирането на църквата основна роля играе Асоциацията на тютюневите работници на Кавала, подпомагана от Благотворителната женска фондация на Кавала. Часовникът на църквата, мраморните колони и капители в интериора са докарани от Италия и дарени от Стефанос Карагеоргис.
Църквата е покрита в 1924 година при митрополит Поликарп Ксантийски и Перитеорийски и на 20 декември при първия митрополит на Филипи, Неаполи и Места Хрисостом е завършена. Осветена е в 1926 година.
В архитектурно отношение храмът е трикорабна базилика с купол, камбанария и часовникова кула.